# Ricardo Camacho
Ricardo Camacho (Funchal, 23 de Maio de 1954 - 4 de Julho de 2018) foi um médico , especialista em Imunohemoterapia, e músico português, nascido na ilha da Madeira, fundador da banda Sétima Legião. Por volta dos 7 anos de idade entrou para a Academia de Música da Madeira onde fez a iniciação musical, solfejo e violino. Com 14 anos começou a tocar guitarra eléctrica e formou a sua primeira banda.

## Carreira
Tinha 17 anos quando veio para Lisboa estudar medicina na Universidade de Lisboa. Considera que o meio musical no continente era muito mais retrógrado do que o que da ilha.
Trabalhou na Rádio Comercial onde foi realizador radiofónico de programas como "Rock Em Stock", de Luís Filipe Barros, ou "Mão na Música".
Foi um dos fundadores da editora Fundação Atlântica com Pedro Ayres Magalhães e Miguel Esteves Cardoso, entre outros.
Lançou os Sétima Legião com quem colaborou, como produtor e teclista, no disco "A Um Deus Desconhecido". Depois passou a membro efectivo do grupo.
Produziu discos como "Foram Cardos, Foram Prosas" de Manuela Moura Guedes, "Estou Além" de António Variações, "Remar Remar" dos Xutos & Pontapés. Produziu ainda outros nomes como GNR, UHF ou Diva.
Depois do fim, não concretizado definitivamente, da Sétima Legião, em 1995, falou-se do seu projecto Condor, com Amândio Bastos, que não chegou a estrear-se em disco.
Passou por vários hospitais, como o IPO, na unidade de transplantes de medula, na oncologia pediátrica. Depois entrou para o Hospital Egas Moniz onde se dedicou à investigação da SIDA.
Morreu a 4 de julho de 2018. Estava internado na Bélgica e sofria de cancro do pulmão.
"Houve uma altura em que odiei Medicina e desisti. Depois regressei ao curso. A partir do momento em que comecei a especializar-me, acabei por me entusiasmar imenso e hoje representa uma parte importante da minha vida."— Entrevista a Sandra Nobre no DNA / 21-04-2001